# Malibcong (Abra)
Malibcong is een gemeente in de Filipijnse provincie Abra op het eiland Luzon. Bij de laatste census in 2007 had de gemeente ruim 3 duizend inwoners.

## Geografie

### Bestuurlijke indeling
Malibcong is onderverdeeld in de volgende 12 barangays:
| - Bayabas - Binasaran - Buanao - Dulao - Duldulao - Gacab | - Lat-ey - Malibcong - Mataragan - Pacgued - Taripan - Umnap |

## Demografie
Malibcong had bij de census van 2007 een inwoneraantal van 3.354 mensen. Dit zijn 452 mensen (11,9%) minder dan bij de vorige census van 2000. De gemiddelde jaarlijkse groei komt daarmee uit op -1,73%, hetgeen afwijkt van het landelijk jaarlijks gemiddelde over deze periode (2,04%). Vergeleken met de census van 1995 is het aantal mensen met 516 (13,3%) afgenomen.

De bevolkingsdichtheid van Malibcong was ten tijde van de laatste census, met 3.354 inwoners op 216,1 km², 15,5 mensen per km².